# Ethyloxiraan
Ethyloxiraan is een zeer licht ontvlambare organische verbinding met als brutoformule C4H8O. De stof komt voor als een kleurloze vloeistof met een kenmerkende geur, die goed oplosbaar is in water. 2-ethyloxiraan is afgeleid van oxiraan, een organische molecule met een hoge ringspanning.

## Toxicologie en veiligheid
Ethyloxiraan kan polymeriseren bij contact met (anorganische) zuren, basen, metaalhalogenides, aminoverbindingen, alcoholen, carbonzuren, tin, aluminium en ijzer(II)- en ijzer(III)chloride met brand- of ontploffingsgevaar als gevolg. De stof reageert met sterk oxiderende stoffen waardoor kans op brand ontstaat.
De stof is irriterend voor de ogen, de huid en de luchtwegen. Blootstelling aan hoge concentraties kan het bewustzijn verminderen. 2-ethyloxiraan is een carcinogene stof en is ingedeeld in IARC-klasse 2.